# Robert-Magny-Laneuville-à-Rémy
Robert-Magny-Laneuville-à-Rémy is een voormalige gemeente in het Franse departement Haute-Marne in de regio Grand Est. De gemeente maakte deel uit van het arrondissement Saint-Dizier.

## Geschiedenis
De gemeente is in 1972 ontstaan door de fusie van de toenmalige gemeenten Laneuville-à-Rémy en Robert-Magny en op 1 januari 2012 weer opgeheven. Laneuville-à-Rémy is nog een zelfstandige gemeente maar Robert-Magny fuseerde op 1 januari 2016 met Montier-en-Der tot de commune nouvelle La Porte du Der.

## Geografie
De oppervlakte van Robert-Magny-Laneuville-à-Rémy bedroeg 25,2 km², de bevolkingsdichtheid was 9,2 inwoners per km².
De onderstaande kaart toont de ligging van Robert-Magny-Laneuville-à-Rémy met de belangrijkste infrastructuur en aangrenzende gemeenten.

## Demografie
Onderstaande figuur toont het verloop van het inwonertal (bron: INSEE-tellingen).

1. ↑  Populations légales 2009.